# Distrito de Kitamuro
El distrito de Kitamuro (北牟婁郡 Kitamuro-gun?) es un distrito localizado en la prefectura de Mie, Japón. En junio de 2019 tenía una población de 14.973 habitantes y una densidad de población de 58,4 personas por km². Su área total es de 256,53 km².

## Pueblos y villas
- Kihoku

- Datos: Q1131451